# Arçman
Arçman – osiedle typu miejskiego w południowym Turkmenistanie, w wilajecie achalskim. Uzdrowisko balneologiczne.